# Чертковская
Чертковская — станица в Морозовском районе Ростовской области.
Входит в состав Парамоновского сельского поселения.

## Население
| 2010 |
| ---- |
| 349  |

## История
Постановлением Военного Совета Главного управления казачьих войск от 18 августа 1883 года образованная станица в первом Донском округе названа в честь наказного атамана генерал-лейтенанта и генерал-адъютанта Михаила Ивановича Черткова.

## Улицы
- ул. Заречная,
- ул. Лазоревая,
- ул. Степная.